# Odontophrynus barrioi
The Escuercito (Odontophrynus barrioi) là một loài ếch trong họ Leptodactylidae. Chúng là loài đặc hữu của Argentina.
Các môi trường sống tự nhiên của chúng là vùng cây bụi ôn đới, đầm nước ngọt có nước theo mùa, và vùng nhiều đá. Loài này đang bị đe dọa do mất môi trường sống.